# Кызылкум
Кызылку́м (Кызыл-Кум, Кызылкумы) (узб. Qizilqum, каракалп. Qızılqum, каз. Қызылқұм, туркм. Gyzylgum — рус. «красные пески») — песчаная и каменистая пустыня на междуречье Амударьи и Сырдарьи, в Узбекистане, Казахстане и Туркменистане. Ограничена на северо-западе Аральским морем, на северо-востоке Сырдарьёй, на востоке отрогами Тянь-Шаня и Памиро-Алая, на юго-западе Амударьёй. Площадь около 300 тысяч км².

## География
Пустыня представляет собой равнину с общим уклоном на северо-запад (высота от 300 м на юго-востоке до 53 м на северо-западе); имеет ряд замкнутых впадин и изолированных сильно расчленённых останцовых гор — Букантау (764 м), Кульджуктау (785 м), Тамдытау (гора Актау 922 м) и других.
Горы пустынны, большей частью с выровненными вершинами, скалистыми сильно расчленёнными склонами. Большую часть пустыни занимают песчаные массивы, образованные полузакреплёнными песками. Наиболее распространены песчаные гряды меридиональной ориентировки. Относительная высота гряд от 3 до 30 м, максимальная — до 75 м.
Климат резко континентальный. Лето жаркое, средняя температура июля от +26 до +29 °C, января от 0 до −9 °С. Осадков около 200 мм в год, они выпадают главным образом зимой и весной.
На всей территории нет ни одного поверхностного водотока (кроме пересыхающей реки Жанадарья и каналов), но имеются богатые запасы пресных напорных подземных вод.
Пустыня расположена в основном в средней подзоне пустынь умеренного пояса, а на юге на переходе к субтропическим пустыням.

## Геология

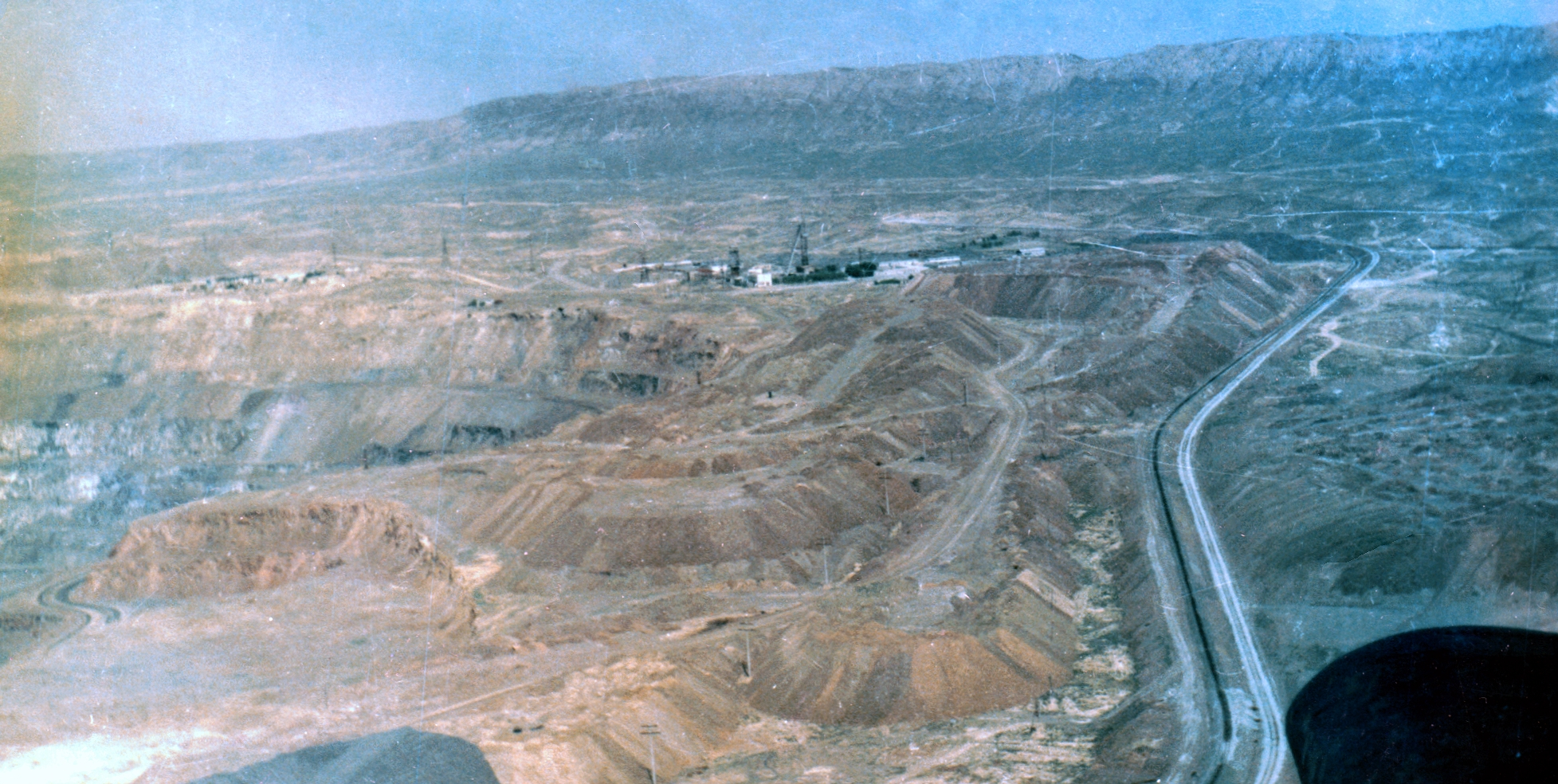
Мурунтау, 1988

Пустыня расположена на Туранской тектонической плите.
Равнинные пространства сложены кайнозойскими глинами и песчаниками, на севере и северо-западе — суглинисто-супесчаными речными отложениями Жандарьи, Куандарьи и других древних русел Сырдарьи и древнего русла Амударьи — Акчадарьи, впадавших в юго-восточный угол Аральского моря.
Горы сложены сильнодислоцированными и метаморфизованными палеозойскими сланцами, роговиками, известняками, гранитами.
В пустыне у города Зарафшан находится один из крупнейших карьеров по добыче золота Мурунтау.
Рядом с городом Учкудук находится месторождение урановой руды, добываемой карьерным способом.

## Почвы

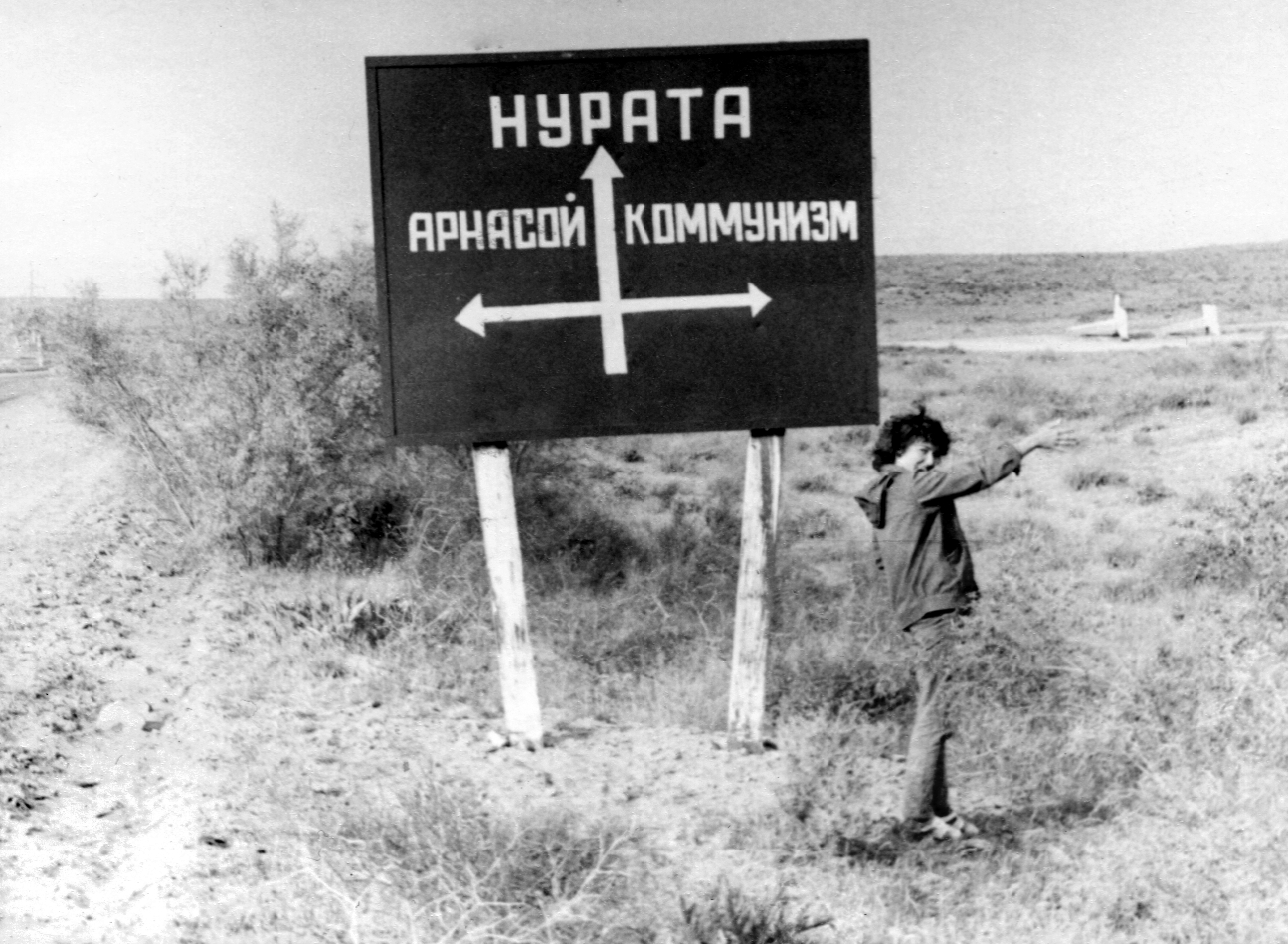
Пустыня Кызылкум

Почвы серо-бурые, песчаные (пески), гипсовые, есть солонцы и солончаки.
На северо-западе много такыров, на юге — солончаков.

## Флора
В растительном покрове обильны эфемеры и эфемероиды, в том числе дикие тюльпаны.
Для песчаных массивов характерны песчаная осока, белый саксаул, виды кандым, черкез, для глинистых возвышенностей — полынная и полынно-кустарниковая растительность.
На северо-западе заросли биюргуна с примесью солянок, по долинам сухих русел — леса из чёрного саксаула.

## Фауна

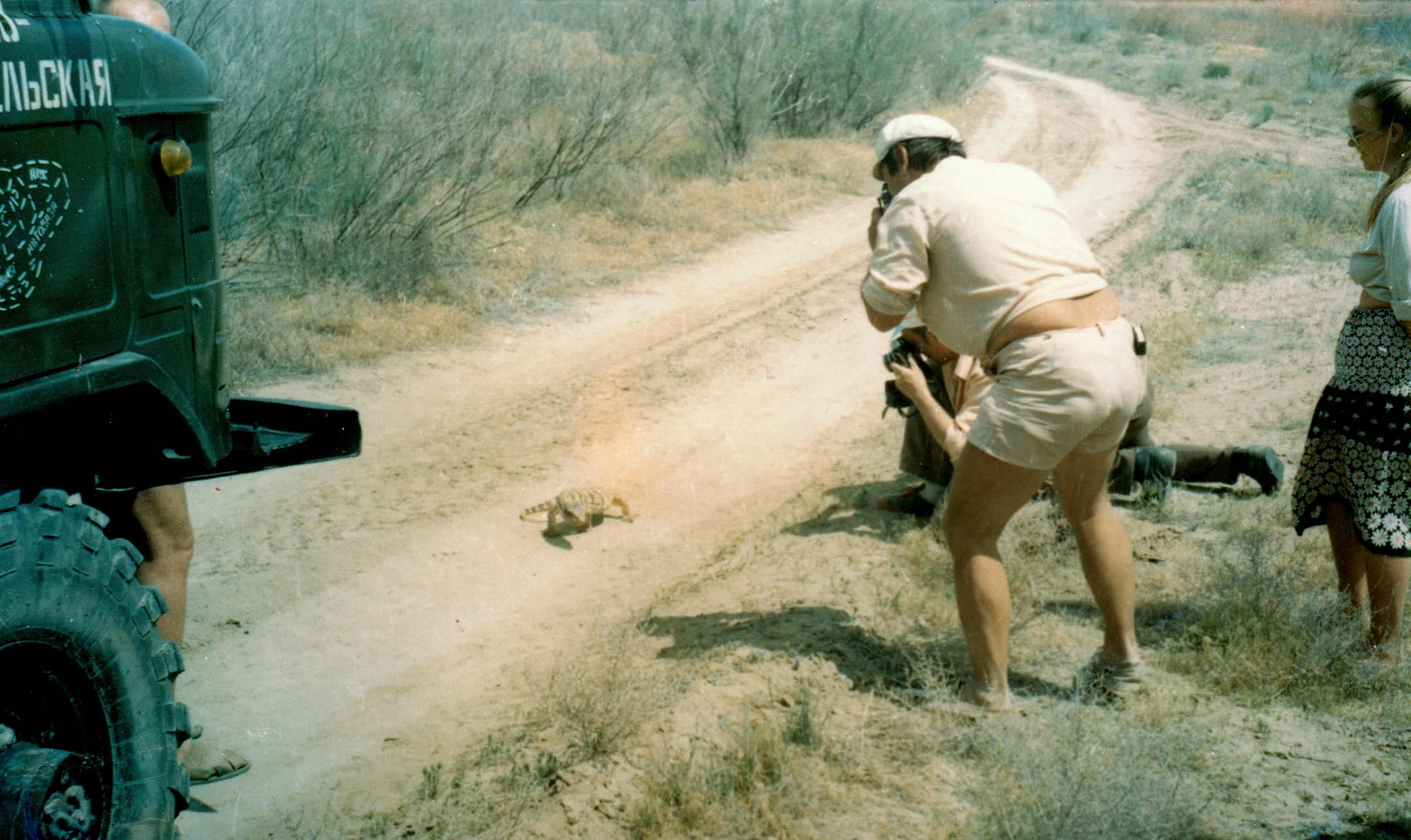
Молодой варан

Животные пустыни приспособлены к существованию без постоянного водопоя, получая воду полностью или преимущественно из пищи. Для уменьшения потребности в воде многие животные ведут ночной образ жизни.
Из млекопитающих встречаются антилопа-джейран, тонкопалый и жёлтый суслик, песчанки, тушканчики, барханная и степная кошка, волк, лисица-корсак, заяц-толай, летучие мыши.
Из птиц — хохлатый жаворонок, пустынная славка, дрофа-красотка, саксаульная сойка, степной орёл, совы и другие.
Обитают змеи (эфа, гюрза, песчаный удавчик, полозы), среднеазиатский серый варан, степная черепаха, ящерицы и другие пресмыкающиеся.

## Население и экономика

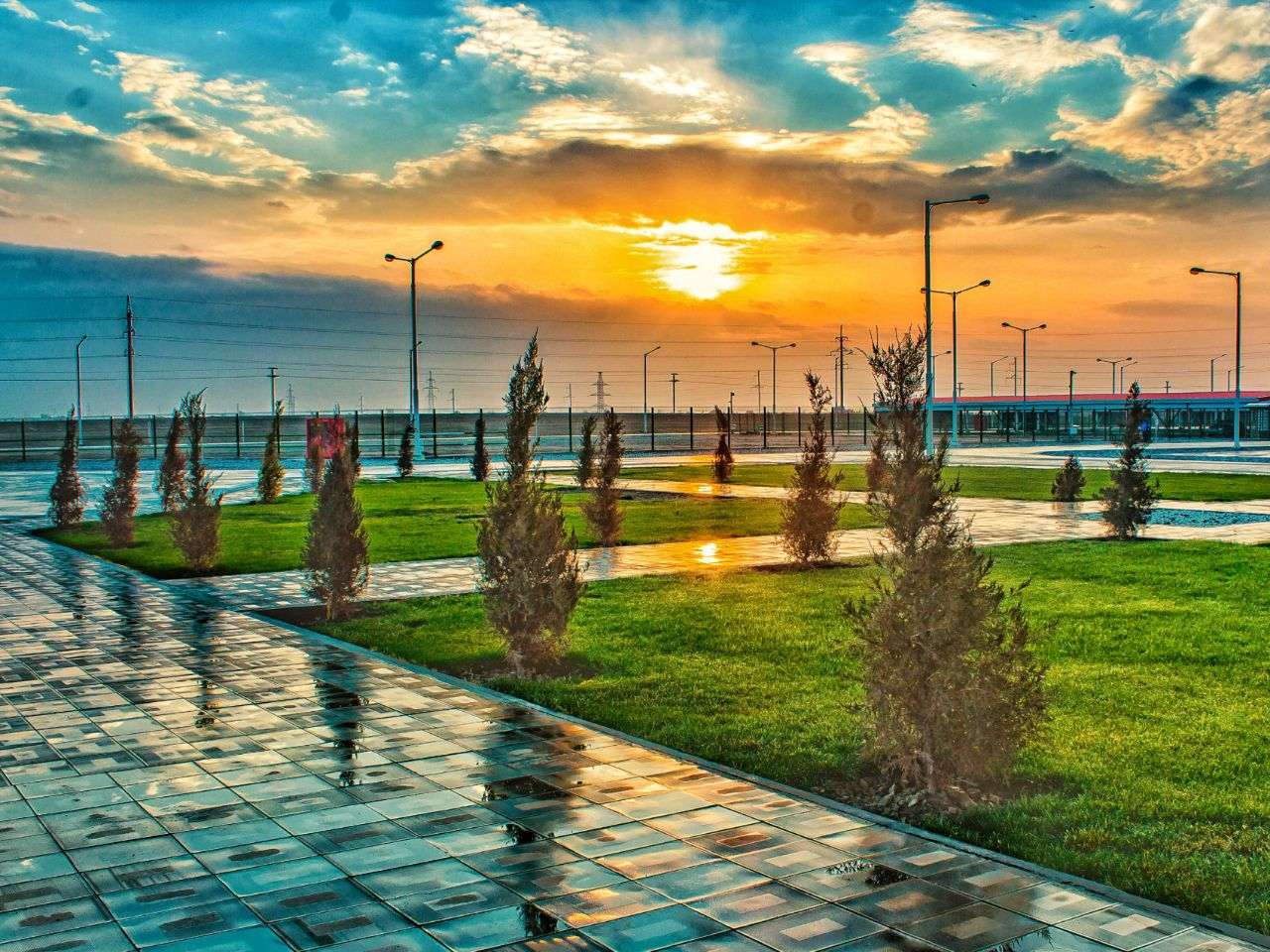
Возле газоперерабатывающего комплекса, 2019

Основой хозяйства региона, помимо быстро растущей эксплуатации недр, служит животноводство, в основном тонкорунное и каракульское овцеводство.
В центральной и западной частях пустыни обнаружены крупные артезианские бассейны, эксплуатируемые во многих районах. В результате проводимых работ по обводнению создаётся большое количество мелких оазисов, являющихся центрами животноводческих хозяйств.
В останцовых горах разрабатываются мрамор, графит, бирюза и другие полезные ископаемые, открыто несколько золоторудных месторождений: Мурунтау, Даугыз, Амантай.
В центре пустыни находятся месторождения урана, фосфоритов. На юге пустыни эксплуатируется одно из крупнейших в СНГ газовых месторождений — Газли.
Кызылкум пересекают автодороги. В центре Кызылкума находится районный центр — посёлок Тамдыбулак.
Именем пустыни названы шоколадные конфеты «Кызыл-кум», практически идентичные по вкусу конфетам «Кара-кум», названным по имени пустыни Каракумы (находящейся юго-западнее Кызылкумов).
Практически в центре пустыни расположен город Учкудук, который упоминается в известной песне группы «Ялла» «Учкудук — три колодца».
В пустыне на территории горного массива Букантау можно увидеть наскальные рисунки.